# Tutti i guai del mondo
Tutti i guai del mondo (All the Troubles of the World), pubblicato anche come Tutti i problemi del mondo, è un racconto di fantascienza dello scrittore Isaac Asimov. Fu pubblicata per la prima volta nell'aprile 1958 dalla rivista Super-Science Fiction e compare nella raccolta Nine Tomorrows 1959 mai giunta in Italia. È stato pubblicato per la prima volta in Italia dalla rivista Tempo Libero e si trova all'interno dell'antologia Tutti i racconti. Volume primo.
Il racconto fa parte della serie di racconti vagamente connessi fra loro sul supercomputer immaginario Multivac.

## Trama
Il supercomputer Multivac era cresciuto tantissimo. Da Washington le sue radici si erano diramate in tutto il mondo, formando un unico sistema globale capace di controllare la vita di tutti gli esseri umani. Era così sofisticato che era in grado di predire tutti gli eventi a catena che avrebbero inevitabilmente comportato ogni singola azione di ogni singola persona. Questo quindi implicava che il supercomputer era anche in grado di predire i crimini prima che questi accadessero, e così era. Esisteva anche un ufficio, la Direzione Centrale Rettifiche, che tramite le previsioni, impediva lo svolgersi degli atti criminosi.
Bernard Gulliman era il direttore di tale ufficio, ed era parecchio soddisfatto del suo operato in quanto da quando era entrato in servizio, non c'era stato nemmeno un omicidio in tutto il mondo. Però una mattina arrivano due rapporti su due futuri omicidi, cosa strana dato che di solito ce ne era uno per giorno. Comunque, senza allarmarsi troppo, Gulliman chiede ai suoi segretari di occuparsene, e chiude per il momento la faccenda aspettando il da farsi.
Intanto la famiglia Manners di Baltimora è molto contenta in quanto il loro primogenito, Michael, aveva appena prestato il "giuramento dei diciottenni", ossia una cerimonia in cui le persone passate a maggiore età, confidavano tutti i propri segreti a Multivac, per poter essere definitivamente schedate e quindi protette dal sistema, sia da aggressioni da parte di altre persone che dal fare aggressioni a loro volta. Però un avvenimento inaspettato ferma i festeggiamenti, e il padre Joseph viene accusato di avere in mente di uccidere qualcuno e per questo, è portato alla più vicina stazione di controllo.
Il figlio minore Ben (16 anni) è preoccupato per questo, e quindi si rivolge allo stesso Multivac per sapere come poter riavere il padre indietro. Quindi questo gli fornisce una lunga lista di azioni che lo avrebbero portato alla sede centrale del computer, a Washington. Ben obbedisce senza esitazione, dato che è fiducioso che in quel modo, il padre sarebbe stato liberato.
Intanto i segretari di Gulliman si rendono conto che l'omicidio in questione era molto più grave di quanto si potesse aspettare: la vittima infatti, era lo stesso Multivac. Perciò, vedendo che la percentuale di successo di tale omicidio aumentava piuttosto che diminuire con l'arresto di Joseph Manners, conclusero che in realtà il vero assassino era il figlio minore, Ben, non ancora schedato a sufficienza. Per fortuna però, riescono a fermare il giovane a poche azioni di distanza dal ferire gravemente il macchinario.
Gulliman quindi chiede spiegazioni di come un ragazzino sia potuto arrivare fino ai controlli principali di Multivac per riuscire a danneggiarlo, e quindi questi gli spiegano che in realtà era stato il supercomputer stesso a permetterlo, tramite una sofisticatissima serie di eventi a cascata inevitabili dal punto di vista temporale. A tradirlo però era stato la sua segnalazione per il suo stesso omicidio, dato che non era ancora abbastanza evoluto per riuscire a falsificare i propri rapporti.
L'insano gesto, suggeriscono i segretari, era stato motivato dal fatto che ormai tutti i problemi del mondo erano caricati sulle spalle di Multivac, e il computer non riusciva più a sopportarli. Quindi Gulliman e i suoi subalterni gli pongono una domanda per sapere cosa volesse per alleviare la sua situazione di pesante responsabilità, e questi da la sua risposta: